# 贡纳尔·约翰松
贡纳尔·约翰松（瑞典語：Gunnar Johansson，1924年2月29日—2003年2月14日），瑞典男子足球运动员，场上位置是中后卫，1950年完成国家队首秀。他曾代表瑞典国家队参加1950年国际足联世界杯，获得季军。